# Marian Waluchowski

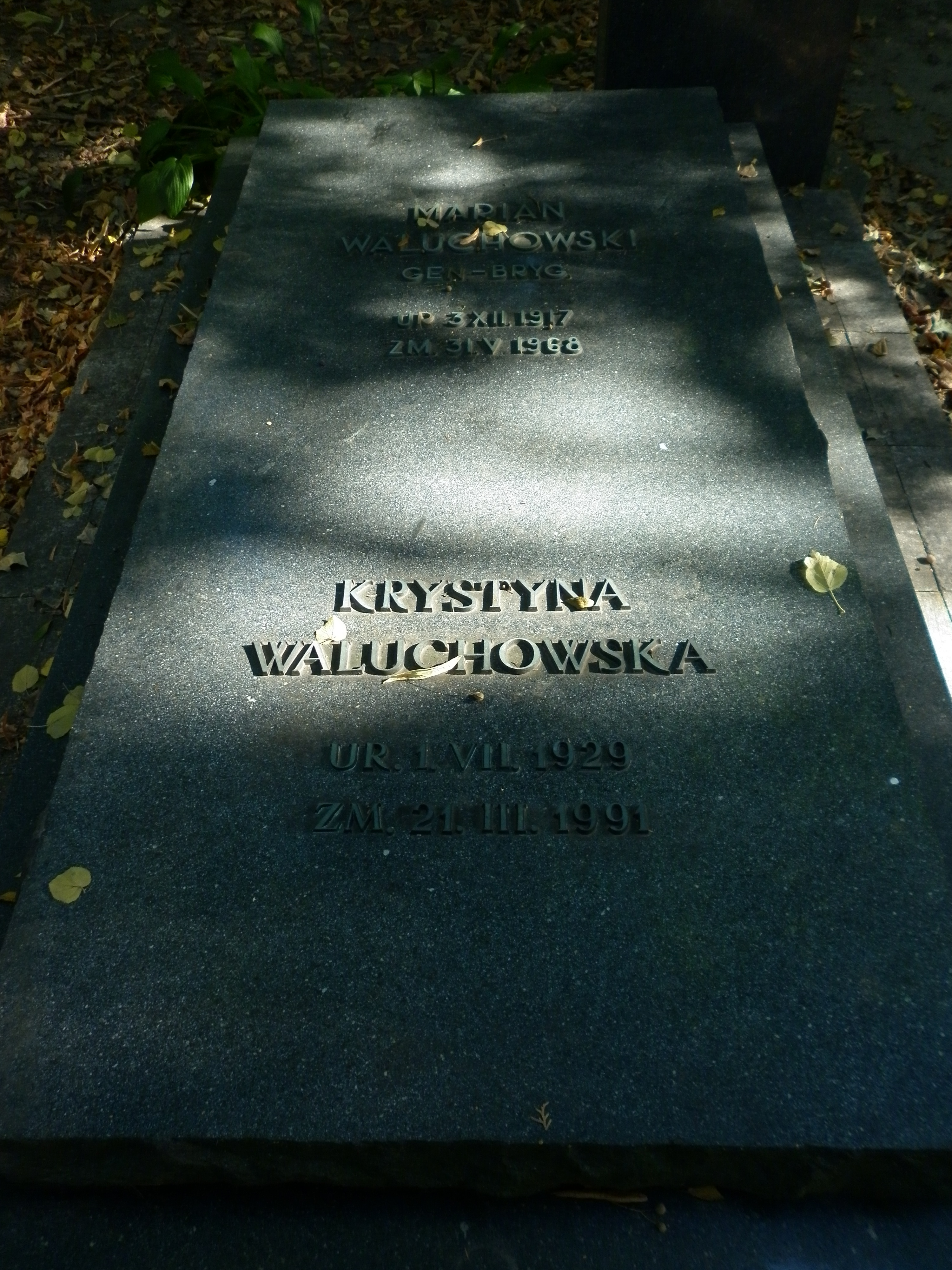
Grób Mariana Waluchowskiego i jego żony Krystyny na Cmentarzu Wojskowym na Powązkach

Marian Waluchowski (ur. 3 grudnia 1917 w Warszawie, zm. 31 maja 1968 tamże) – generał brygady LWP.

## Życiorys
W latach 1924–1927 ukończył 3 klasy szkoły powszechnej w Warszawie, a następnie uczył się w Gimnazjum im. A. Mickiewicza, gdzie w 1935 zdał maturę. W 1935 został robotnikiem fabrycznym w Fabryce Czekolady „Fuchs” w Warszawie. W latach 1937–1938 odbył służbę wojskową w 13 Dywizji Piechoty w Równem, gdzie ukończył Dywizyjny Kurs Podchorążych Rezerwy jako strzelec z cenzusem. Od wiosny 1939 pracował i był kierownikiem archiwum biura konstrukcyjnego w Warsztatach Marynarki Wojennej w Gdyni. W marcu 1939 ponownie zmobilizowany do WP w celu odbycia ćwiczeń, pełnił funkcję dowódcy plutonu strzeleckiego jako kapral podchorąży w 45 Pułku Piechoty. W lipcu 1939 powrócił do pracy w Gdyni. Tuż przed atakiem Niemiec na Polskę zmobilizowany w stopniu plutonowego podchorążego do 45 Pułku Piechoty i walczył jako żołnierz 13. Dywizji Piechoty Odwodowej Armii „Prusy” m.in. pod Bydgoszczą, Tomaszowem Mazowieckim i Garwolinem. 20 IX 1939 wzięty do niewoli i osadzony w stalagu IV B Muhlberg (do stycznia 1942). Po zwolnieniu ze stalagu wrócił do Warszawy, gdzie początkowo pozostawał bez pracy, a od sierpnia 1942 był korespondentem handlowym. Od 1944 pracował w prywatnym warsztacie drobnej wytwórczości w Piotrkowie Trybunalskim.
W kwietniu 1945 wcielony do ludowego WP w Łasku, został starszym adiutantem dowódcy batalionu w 48 Pułku Piechoty (13 Dywizja Piechoty). 4 czerwca 1945 rozkazem Naczelnego Dowódcy WP nr 383 awansowany na podporucznika w korpusie osobowym oficerów piechoty. Od listopada 1945 był pomocnikiem szefa sztabu 48 Pułku Piechoty do spraw ewidencyjnych. W lutym 1946 objął takie samo stanowisko w 29 Pułku Piechoty w Kamiennej Górze (pułk ten wchodził w skład 10 Sudeckiej Dywizji Piechoty w Kłodzku). W kwietniu 1946 został adiutantem pułku, a w maju został przeniesiony na stanowisko pomocnika intendenta 10 Sudeckiej Dywizji Piechoty do spraw taborowo-mundurowych. W styczniu 1947 został pomocnikiem kwatermistrza dywizji. Od stycznia 1948 kwatermistrz 11 Dywizji Piechoty w Lubsku, od czerwca 1948 szef wydziału organizacji i planowania – zastępca kwatermistrza Dowództwa Okręgu wojskowego nr IV we Wrocławiu. W październiku 1949 przeniesiony do Głównego Kwatermistrzostwa WP w Warszawie, gdzie był kolejno szefem wydziału organizacyjno-mobilizacyjnego w Departamencie Organizacji i Planowania (październik – listopad 1949), szefem wydziału wyszkolenia w Departamencie Organizacji i Planowania (listopad 1949 – marzec 1950), kierownikiem sekcji organizacji i kontroli wyszkolenia (marzec – maj 1950) oraz zastępcą szef sztabu w Głównym Kwatermistrzostwie WP (czerwiec – grudzień 1950). Od lipca 1950 podpułkownik. Od 1951 dyrektor Departamentu Zespołu Wojskowego Państwowej Komisji Planowania Gospodarczego (PKPG), od kwietnia 1954 w stopniu pułkownika. W lipcu 1957 mianowany na podstawie Zarządzenia Prezesa Rady Ministrów na stopień generała brygady. O awans dla niego wystąpił do MON ówczesny przewodniczący Komisji Planowania przy Radzie Ministrów Stefan Jędrychowski. W marcu 1959 został zastępcą przewodniczącego Komisji Planowania przy Radzie Ministrów PRL. Na tym stanowisku pozostawał do przedwczesnej śmierci.
W Komisji Planowania zajmował się planowaniem zaopatrzenia wojska, sprawami przemysłu obronnego i zagadnieniami gospodarki związanymi z obronnością.
Pochowany na cmentarzu Powązki Wojskowe w Warszawie w Alei Zasłużonych (kwatera A27-tuje-22).

## Awanse
- plutonowy podchorąży – 1939
- podporucznik – 1945
- porucznik – 1945
- kapitan – 1947
- major – 1948
- podpułkownik – 1950
- pułkownik – 1954
- generał brygady – 1957

## Życie prywatne
Był synem Michała (1880–1931), robotnika, i Adeli z Kwaśnikowskich. Mieszkał w Warszawie. Był dwukrotnie żonaty. Z małżeństwa z Krystyną Ostrochulską (ur. 1919) miał syna i córkę. Po śmierci żony poślubił w 1967 Krystynę Dobrzyńską z domu Komosa (1929–1991).

## Odznaczenia
- Order Sztandaru Pracy I klasy (1964)
- Krzyż Komandorski Orderu Odrodzenia Polski (1958)
- Order Sztandaru Pracy II klasy (1959)
- Złoty Krzyż Zasługi (1949)
- Srebrny Krzyż Zasługi (1946)
- Medal 10-lecia Polski Ludowej (1954)
- Srebrny Medal „Siły Zbrojne w Służbie Ojczyzny” (1955)
- Medal Zwycięstwa (ZSRR)

I inne.